# Julian Henderson
Julian Tudor Henderson, né le 23 juillet 1954, est un ecclésiastique anglican britannique. De 2005 à 2013, il est archidiacre de Dorking dans le diocèse de Guildford, puis évêque de Blackburn dans l'Église d'Angleterre, de 2013 à 2022.

## Jeunesse et éducation
Henderson est né le 23 juillet 1954, de Ian et Susan Henderson. Il fait ses études au Radley College, une école publique pour garçons dans l'Oxfordshire . Il étudie la théologie au Keble College d'Oxford et obtient un baccalauréat ès arts (BA) en 1976  puis un Master of Arts (MA (Oxon)) en 1981.
En 1977, il entre à Ridley Hall, Cambridge, un collège théologique anglican, et passe deux ans à se former au ministère ordonné.

## Ministère ordonné
Henderson est ordonné diacre dans l'Église d'Angleterre à la Saint-Michel le 30 septembre 1979 par Gerald Ellison, évêque de Londres, à la cathédrale Saint-Paul et ordonné prêtre à la suite de la Saint-Michel, le 28 septembre 1980, par Jim Thompson, évêque de Stepney.
Il est vicaire adjoint à St Mary's, Islington, Londres, pendant un an au cours duquel il est ordonné prêtre. Son premier poste est celui de vicaire d'Emmanuel et de St Mary au château, d'Hastings, de 1983 jusqu'à ce qu'il devienne vicaire de Claygate (Holy Trinity), Surrey en 1992 .
Pendant son séjour à Claygate, Henderson est doyen rural du doyenné d'Emly de 1996 à 2001 et est nommé chanoine honoraire de la Cathédrale de Guildford en 2001. En 2005, il est nommé archidiacre de Dorking.
Le 1er mars 2013, il est nommé évêque de Blackburn. Après avoir été élu par le doyen et le chapitre de la cathédrale de Blackburn, son élection est confirmée le 30 septembre 2013 à la cathédrale d'York et il y est consacré évêque, par John Sentamu, archevêque d'York, le 10 octobre suivant. Il siège à la Chambre des lords à partir de février 2020 et jusqu'à sa retraite d'évêque en 2022.
Le 7 mars 2022, Henderson annonce son intention de prendre sa retraite à compter du 31 août suivant.
Henderson est un anglican évangélique et est le président du Conseil évangélique de l'Église d'Angleterre . Il est également décrit comme un évangélique conservateur .
Henderson épouse Heather en 1984 et ils ont deux enfants.